# الأخاديد
الأخاديد (بالإنجليزية: The Canyons)‏ هو فيلم دراما أُصدر في الولايات المتحدة سنة 2013. من إخراج بول شريدر، وكتبه بريت إيستون إيليس. صوّر الفيلم في لوس انجلس، وقامت ببطولته ليندزي لوهان، وجيمس دين، ونولان جيرارد فنك، وأماندا بروكس وغوس فان سانت. عُرض الفيلم بإصدارٍ محدود في 2 أغسطس 2013 في مسرح آي. إف. سي. سنتر للأفلام في مدينة نيويورك، ومسرح ذا بيل لايت بوكس في تورنتو، ومنصة فيديو حسب الطلب.

## طاقم التمثيل
- ليندزي لوهان بدور تارا.
- جيمس دين بدور كريستيان.
- نولان جيرارد فنك بدور رايان.
- أماندا بروكس بدور جينا.
- غوس فان سانت بدور الدكتور كامبال.
- كريس زايشاغ بدور ريد.
- جيم بوفن بدور جون.
- فيليب بافل بدور إيريك.
- ليلي لبو بدور الفتاة الصغير الفاتنة.

## القصة
يدور الفيلم في عالم صناعة السينما في هوليوود.. وتتركز الدراما حول رباعي: كريستيان منتج الأفلام، وريان ممثل، وتارا (ليندزي لوهان) عشيقة كريستيان، وسنثيا مدربة اليوجا التي يتدرب عندها كريستيان. ولكن كريستيان يحب تارا بشكل أقرب إلى الجنون، لكنه لا يعبر عن مشاعره بل تصبح الغيرة عنده والرغبة في امتلاكها أقوى كثيرا من حبه لها، وهو في الوقت نفسه يخونها مع سنثيا، أو على الأقل يحاول خيانتها ويفشل في الفراش بسبب تعاظم شعوره بالغيرة وتفوقه على رغبته في الجنس. وريان هو الحبيب القديم لتارا التي تخون كريستيان معه فعلا بعد أن تستأنف علاقتها به سرا رغم أنها وعدت كريستيان بالإخلاص له، وسنثيا كانت في الماضي على علاقة بريان وهي تريد أن تعود إليه أيضا، وريان مرتبط بحب جينا لكنه يعترف لها أنه على علاقة بتارا، والمدير الفني للفيلم الجديد الذي وعد كريستيان ريان بدور البطولة فيه يراود ريان على نفسه لكي يضمن له الدور الذي أقصاه عنه كريستيان. وكريستيان الذي يعلم أنه مضطرب يتردد على طبيب نفساني ( يقوم بدوره المخرج المعروف جاس فان سانت) ويتحاور معه حول مشاكله.
يصل بعد عدد من الحوارات إلى أن يقرر كريستيان قتل سنثيا (بدلا من قتل تارا) لأنها حاولت أن توقع بينه وبين تارا، ويجعل تارا شاهدة نفي إلى جانبه ليضمن الافلات من العقاب، ويرغمها على هجر ريان وإلا قتله بدون رحمة.

## الإنتاج
في الأصل، كان براكستون بوب، وبريت إيستون إيليس وبول شريدر مرتبطون في مشروع فيلمٍ يُسمّى بايت؛ لكن عندما خسر المشروع تمويله، قرروا أنهم يريدون إنتاج فيلمٍ مُنخفض التكلفة. كان إيليس المسؤول عن كتابة السيناريو، وبعد أن انتهى من ذلك، اقترح بوب جمع الأموال عن طريق موقع كيك ستارتر الإلكتروني. خلال شهر مايو ويونيو 2012 جمع الفيلم من دعم الموقع مبلغاً قدره 159.015 دولار أمريكي، متجاوزاً الملبغ الذي وضعه للتمويل والبالغ 100,000 دولار. كانت ميزانيّة الفيلم 250.000 دولارٍ أمريكيّ، وكان الممثلون يتقاضون 100 دولارٍ يوميّاً.

## الإصدار
لم يتم قبول الفيلم من قبل مهرجان صاندانس السينمائي. لكن كان من المقرر بيعه في تاريخ يناير 2013. قامت شركة IFC بتوزيع الفيلم. وصدر الفيلم بتاريخ 2 أغسطس 2013 في مركز IFC في مدينة نيويورك.

### آراء النقاد
في موقع الطماطم الفاسدة حصل الفيلم على مراجعات سلبية من النقاد فمن خلال 74 مراجعة تحصل الفيلم على تقييم بلغ 22% بمتوسط بلغ 3.9 من 10

و في موقع ميتاكريتيك حصل الفيلم على 38 نقطة من 100 من خلال 29 مراجعة.
كانت أغلب مراجعات النقاد سلبية، حيث قال كينيث توران من مجلة لوس أنجلوس تايمز:«فيلم الأخاديد هو حادثة مروعة توقعها الجميع، وها هي قد حدثت.»

### المهرجانات السينمائية
رفضت إدارة مهرجان صندانس عرض الفيلم بسبب مشاهد القتل والقبح التي يحتويها، إذ أشار تقرير صحفي إلى أن الفيلم رُفض من قبل إدارة مهرجان صندانس كما سبق أن رفضته إدارة مهرجان سكسو، وذكر التقرير أن الفيلم يعاني من مشاكل في الجودة، فيما أكد مصدر من داخل إدارة المهرجان أن مخرج الفيلم بول شريدر ركَّز في مشاهده على القبح والموت بشكل جعله غير مقبول.

تم عرض الفيلم في مهرجان فينيسيا السينمائي الدولي خارج المسابقة في دورته عام 2013.

## الجوائز والترشيحات
تم عرض الفيلم في حفل ملبورن تحت الأرض للأفلام وفاز الفيلم بأربعة جوائز:
- أفضل ممثلة: ليندسي لوهان.
- أفضل سيناريو: لبريت ايستون ايليس.
- أفضل مخرج أجنبي: لبول شريدر.
- أفضل فيلم أجنبي.

## الميزانية والإيرادات
بلغت تكلفة إنتاج الفيلم حوالي 250,000 دولار بينما حقق أرباحاً تقدر بـ 51,135 دولار

## روابط خارجية
- The Canyons  على فيسبوك..
- الأخاديد على موقع IMDb (الإنجليزية)
- الأخاديد على موقع ميتاكريتيك (الإنجليزية)
- الأخاديد على موقع روتن توميتوز (الإنجليزية)
- الأخاديد على موقع نتفليكس (الإنجليزية)
- الأخاديد على موقع ألو سيني (الفرنسية)
- الأخاديد على موقع أول موفي (الإنجليزية)
- الأخاديد على موقع بوكس أوفيس موجو (الإنجليزية)
- الأخاديد على موقع قاعدة بيانات الأفلام السويدية (السويدية)
- الأخاديد على موقع قاعدة بيانات الفيلم (الإنجليزية)
- الأخاديد على موقع ليتربوكسد (الإنجليزية)